# Фадеєвка
Фаде́євка (каз. Фадеев) — село у складі Карабалицького району Костанайської області Казахстану. Входить до складу Станціонного сільського округу.
Населення — 86 осіб (2021; 108 у 2009, 141 у 1999, 127 у 1989).